# Maury (AOC)

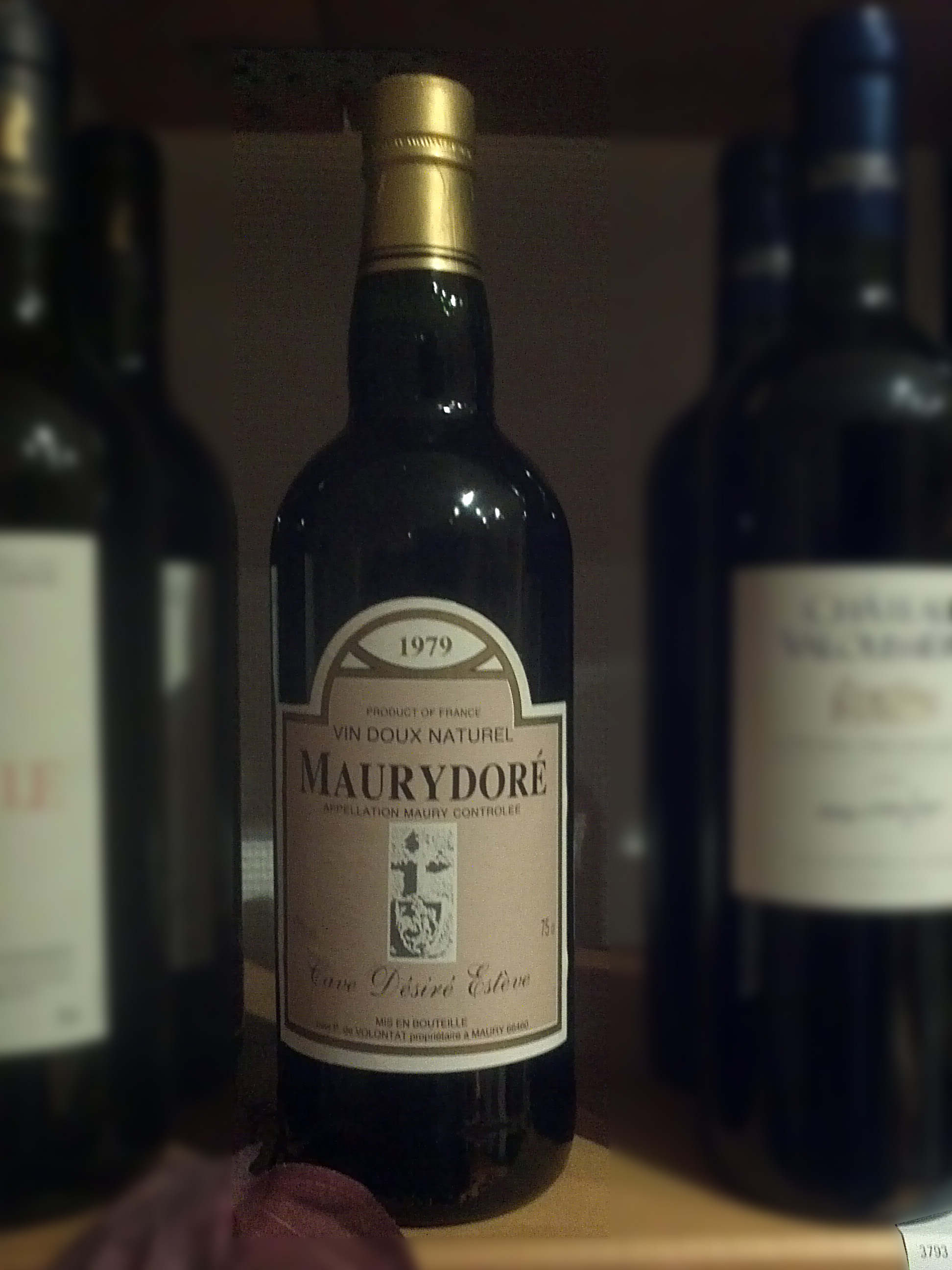
Maurydoré, Jahrgang 1979

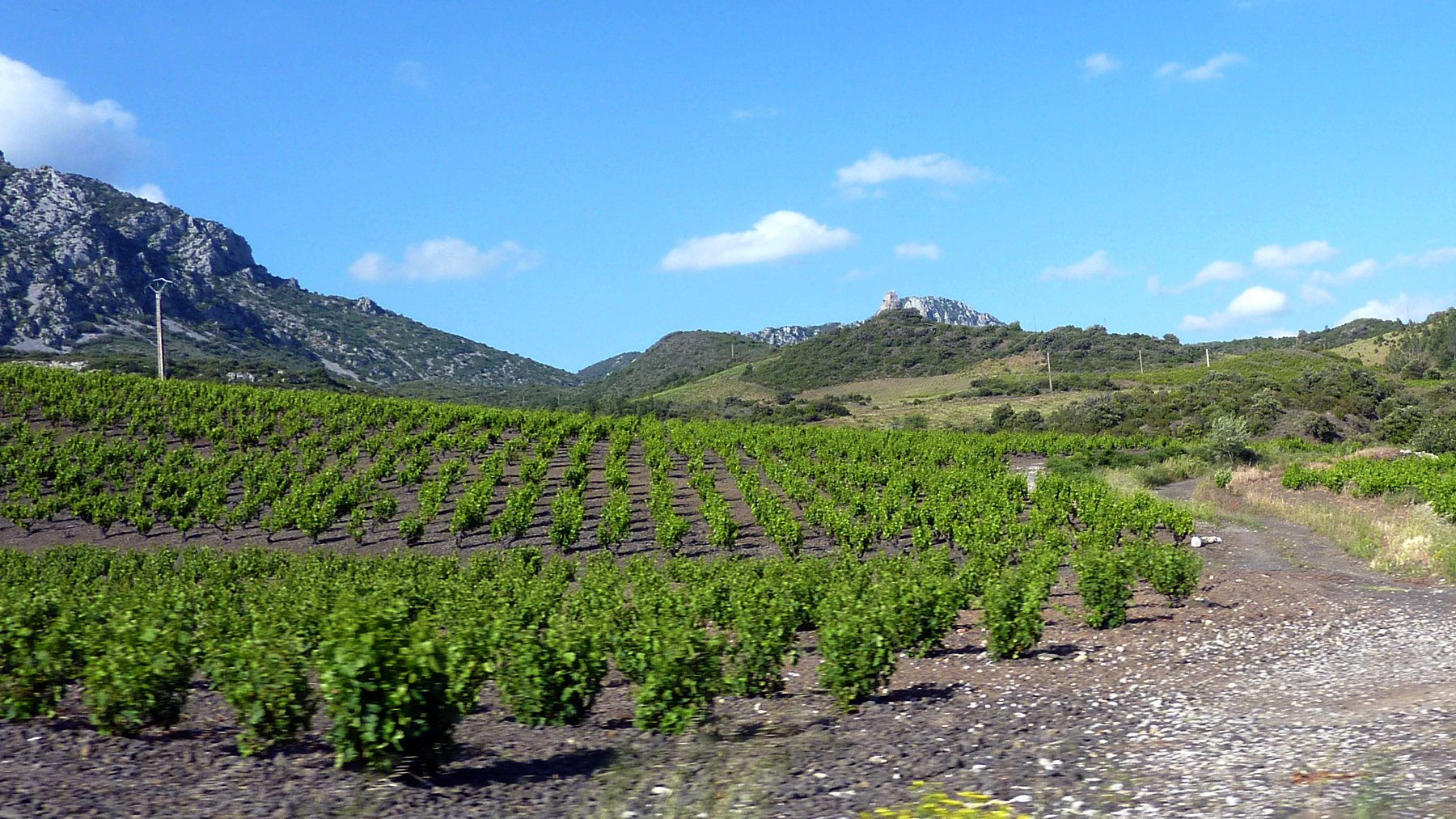
Weinanbau bei Maury, im Hintergrund die Burg Quéribus

Das Maury ist ein AOC-klassifiziertes Weinbaugebiet in der französischen Region Okzitanien nordwestlich von Perpignan. Es werden nahezu ausschließlich rote Rebsorten angebaut, davon drei Viertel Grenache. Maury ist vor allem bekannt für seine opulenten „Vins doux naturel“, die mit Portweinen vergleichbar sind.

## Geschichte
Bereits im 13. Jahrhundert wurde von den Templern nachweislich Weinbau betrieben. Arnaldus de Villanova, Arzt am Hofe von Papst Clemens V. in Aragon, verstand die Destillation und Haltbarmachung von Wein. Dafür brachte er den Destillationsapparat aus Andalusien nach Südfrankreich und gilt heute als der Erste, der Eau de vie den von Natur aus bereits alkoholreichen Weinen hinzufügte, um die Gärung zu stoppen und so den hohen Zuckergehalt zu erhalten. Die Bezeichnung „naturel“ (natursüß) wird diesem Umstand gerecht. Im Unterschied zu den Portweinen dürfen im AOC Maury nur 10 Prozent Eau de vie hinzugefügt werden. Auch müssen die Grundweine mindestens 15 % Alkohol besitzen. Beim Portwein ist dieser Grundweinalkoholgehalt nicht festgelegt und es dürfen bis zu 20 Prozent Branntwein hinzukommen. Die für „Vin doux naturel“ vorgesehene Fläche besitzt 507 ha.: S. 204

## Geografische Lage
Die AOC Maury liegt ganz im Norden des Weinanbaugebietes Languedoc. Es erstreckt sich über 17 × 3 km entlang der Südhänge des Massif des Corbières innerhalb der vier Gemeinden St.-Paul-de-Fenouillet, Maury, Tautavel und Rasiguères. Maury ist hügelig und ist etwas höher gelegen als die beiden benachbarten und vergleichbaren Anbaugebiete Banyuls und Rivesaltes. Der Boden ist sehr homogen und besteht fast ausschließlich aus dünnem braunem Schiefer. Maury ist ein sehr heißes und trockenes Terroir, daher der geringe Grundertrag.

## Bekannte Weingüter
- Domaine Mas Amiel (155 ha)
- Cave Desiré Estève (Domaine La Coume du Roy) (25 ha)[2]
- Domaine Pouderoux (16 ha)[1]: S. 206
- Chateau Seguala (10ha)